# 刘国庆 (生物学家)
刘国庆，生物学家，北京大学教授，研究方向为长期从事脂代谢紊乱和动脉粥样硬化研究等。国际动脉粥样硬化学会中国分会主席，多个国际期刊编委，中国教育部第四批“长江学者”特聘教授。

## 生平
1988至1992年，在于默奥大学医学生化专业从事博士研究；
1992至1994年，在加州大学洛杉矶分校分子生物研究所从事博士后研究；1994至1996年，在英属哥伦比亚大学医学遗传专业从事博士后研究；
1996至2001年，在英属哥伦比亚大学分子医学研究所担任研究院；
2001至今，在北京大学心血管研究所担任教授。

## 学术兼职
国际动脉粥样硬化学会中国分会主席
期刊《Atherosclerosis》、《Nutrition and Metabolism》、《Cardiovascular Research》编委、《Cardiovascular Therapeutics》副主编